# Crispulo Aguinaldo
Crispulo Aguinaldo (Kawit, 10 juni 1864 - 24 maart 1897) was een Filipijns onafhankelijkheidsstrijder. Hij was een oudere broer van de leider van de Filipijnse revolutie, Emilio Aguinaldo en kwam om het leven tijdens de slag om Pasong Santol.

## Biografie
Crispulo Aguinaldo werd geboren op 10 juni 1864 in Kawit in de Filipijnse provincie Cavite. Zijn ouders waren Carlos Aguinaldo en Trinidad Famy. Een jongere broer van Crispulo was Emilio Aguinaldo. Crispulo behaalde een bachelor of arts-diploma aan het Colegio de San Juan de Letran. Voor de uitbraak van de Filipijnse revolutie in 1896 was hij burgemeester (capitan municipal) van Kawit. Net als zijn broer Emilio sloot ook hij zich aan bij de ondergrondse revolutionaire beweging katipunan.
Na de uitbraak van de revolutie nam hij op 9 tot en met 11 november 1896 deel aan de slag om Binakayan, die werd gewonnen door de Filipijnse revolutionaire troepen. Later werden onder zijn leiding aanvallen uitgevoerd op Spaanse eenheden in Muntinlupa, Taguig en Pateros. In februari 1897 werd Crispulo opgenomen in de staf van zijn broer Emilio. Hij nam deel aan de Conventie van Tejeros, waar zijn broer Emilio werd gekozen tot president van de revolutionaire regering. Hij vertrok daarop naar Pasong Santol, een bergpas tussen Dasmariñas en Imus om zijn broer het nieuws te brengen. Crispulo nam het commando van de troepen bij Pasong Santol over, zodat Emilio de gelegenheid kreeg om formeel zijn nieuwe positie op zich te nemen. Op 24 maart 1897 voerde Crispulo Aguinaldo de revolutionaire troepen aan tijdens verdediging tegen de oprukkende Spaanse troepen in de slag om Pasong Santol. De Spanjaarden waren in de meerderheid en wonnen de slag. Aguinaldo kwam daarbij op 32-jarige leeftijd om het leven.
Crispulo Aguinaldo was getrouwd met Irinea Arazaso. Samen kregen ze zes dochter en een zoon. 